# Conseil européen extraordinaire des 1er et 2 octobre 2020
Le Conseil européen extraordinaire des 1er et 2 octobre 2020 est consacré d'une part aux sujets critiques du moment touchant les relations extérieures de l'UE et d'autre part à l'amélioration du fonctionnement du marché unique.
Les dirigeants européens décident la mise en place de sanctions contre la Biélorussie, faisant suite aux dernières élections présidentielles dans ce pays dont les résultats ne sont pas reconnus par l'UE et provoquent d'importantes manifestations.

## Relations extérieures
Les sujets à l'ordre du jour du Conseil sont la situation en Méditerranée orientale, les sanctions contre la Biélorussie, le conflit du Haut-Karabakh, l'empoisonnement d'Alexeï Navalny et les relations entre l'UE et la Chine,.
Faisant suite à la réélection en Biélorussie d'Alexandre Loukachenko, dont l’UE ne reconnaît pas la légitimité, les dirigeants européens décident de sanctions contre une quarantaine de dirigeants biélorusses, identifiés comme responsables de la violente répression des manifestations ou de la falsification de l’élection présidentielle du 9 août.
Les relations entre la Turquie et l'UE sont au centre des discussions. Plusieurs dossiers sont source de tensions entre Ankara et tout ou partie des États membres de l'UE : les tensions liées au gaz en Méditerranée orientale entre Chypre, la Grèce et la Turquie, les interventions de la Turquie dans les conflits en Syrie et en Libye, les migrations vers l'Europe via la Turquie, et plus récemment la reprise du conflit au Haut-Karabakh où la Turquie intervient en soutien actif des Azerbaïdjanais. Notamment en raison des fortes réticences de l'Allemagne à l'égard de sanctions contre la Turquie, les Vingt-Sept privilégient le dialogue avec Recep Tayyip Erdoğan.
Le Conseil européen appelle à une cessation immédiate des hostilités dans le Haut-Karabagh et affirme qu'il « ne saurait y avoir de solution militaire au conflit ni d'ingérence extérieure », visant ainsi notamment la Turquie,.

## Marché unique, politique industrielle et dimension numérique
Le Conseil européen souligne la nécessité de revenir dès que possible au fonctionnement normal du marché unique affecté par la pandémie de Covid-19 et leur conviction que « les deux piliers d'une telle reprise sont la transition écologique et la transformation numérique ».
Dans l'objectif de rendre l'industrie européenne plus durable et résiliente, le Conseil européen demande à la Commission de « recenser les dépendances stratégiques, en particulier dans les écosystèmes industriels les plus sensibles, comme dans le domaine de la santé, et à proposer des mesures pour réduire ces dépendances, y compris en diversifiant les chaînes de production et d'approvisionnement, en assurant la constitution de stocks stratégiques, ainsi qu'en stimulant la production et les investissements en Europe ».
Le Conseil européen demande à la Commission « d'accélérer la transition numérique en Europe ». Parmi les mesures concrètes identifiées, figurent :
- l'accélération du déploiement d'infrastructures de réseau informatique sûres et à très haute capacité, y compris la fibre et la 5G, dans l'ensemble de l'Union européenne;
- le développement au niveau européen de la prochaine génération de technologies numériques, y compris les supercalculateurs et l'informatique quantique, la chaîne de blocs et l'intelligence artificielle axée sur le facteur humain;
- la mise en place des services européens en nuage fiables, sûrs et sécurisés;
- l'étude de la mise en place, à l'échelle de l'UE, d'un cadre pour une identification électronique publique (e-ID) sécurisée.

## Pays participants et représentants

### Conseil européen et États membres
| - Allemagne – Angela Merkel, Chancelière - Autriche – Sebastian Kurz, Chancelière - Belgique – Alexander De Croo, Premier ministre - Bulgarie – Boïko Borissov, Premier ministre - Chypre – Níkos Anastasiádis, Président - Croatie – Andrej Plenković, Premier ministre - Danemark – Mette Frederiksen, Premier ministre - Espagne – Pedro Sánchez, Président du gouvernement - Estonie – Jüri Ratas, Premier ministre - Finlande – Sanna Marin, Premier ministre - France – Emmanuel Macron, Président - Grèce – Kyriakos Mitsotakis, Premier ministre - Hongrie – Viktor Orbán, Premier ministre - Irlande – Micheál Martin, Taoiseach - Italie – Giuseppe Conte, Président du Conseil des ministres | - Lettonie – Arturs Krišjānis Kariņš, Premier ministre - Lituanie – Gitanas Nausėda, Président - Luxembourg – Xavier Bettel, Premier ministre - Malte – Robert Abela, Premier ministre - Pays-Bas – Mark Rutte, Premier ministre - Pologne – Mateusz Morawiecki, Premier ministre - Portugal – António Costa, Premier ministre - Roumanie – Klaus Iohannis, Président - Slovaquie – Igor Matovič, Président du gouvernement - Slovénie – Janez Janša, Président du gouvernement - Suède – Stefan Löfven, Premier ministre - Tchéquie – Andrej Babiš, Président du gouvernement - Union européenne – Charles Michel, Président du Conseil européen - Union européenne – Ursula von der Leyen, Président de la Commission européenne |

## Sources

#### Documents de l'UE
- « Conseil européen extraordinaire, 1-2 octobre 2020 », sur Consilium, 2 octobre 2020.
- « Conclusions du Conseil européen, 1er et 2 octobre 2020 », sur Consilium, 2 octobre 2020.

#### Articles
- Anne Rovan, « L’UE sanctionne le régime biélorusse et prend date avec la Turquie », Le Figaro,‎ 2 octobre 2020 (lire en ligne).
- Anne Rovan, « L’UE sanctionne Minsk et met en garde Ankara », Le Figaro,‎ 2 octobre 2020 (lire en ligne).
- « Feu vert de l’UE pour sanctionner une quarantaine de responsables biélorusses », Le Monde,‎ 2 octobre 2020 (lire en ligne).
- Jean-Pierre Stroobants, « Haut-Karabakh : l’UE s’inquiète des ingérences turques », Le Monde,‎ 2 octobre 2020 (lire en ligne).
- Florentin Collomp, « Face au libra, l’Europe prépare son euro numérique », Le Figaro,‎ 2 octobre 2020 (lire en ligne).
- Keren Lentschner, « L’Union européenne veut plus d’autonomie pharmaceutique vis-à-vis de l’Inde et de la Chine », Le Figaro,‎ 1er octobre 2020 (lire en ligne).
- Florentin Collomp, « L’Europe à la reconquête de ses emplois industriels », Le Figaro,‎ 1er octobre 2020 (lire en ligne).

## Compléments